# らく (プロレスラー)
らくは、東京都出身の日本のアイドル、プロレスラー。アイドル兼プロレスラーグループ『アップアップガールズ（プロレス）』のメンバー。

## 経歴
小学生3年生で劇団に入り、レッスンを受ける。2008年、映画『20世紀少年 第1章 終わりの始まり』に出演。台詞は無かったとの事。
2017年
- 8月12日 - DDTプロレスリングとのコラボレーションによる新プロジェクト、アップアップガールズ（プロレス）オーディションの開催を発表がされ、オーディション合格者として、みう・らく・ひなの・ひかりの4名が発表された[2]。名前をカタカナのラクに変更し、8月27日の＠JAM EXPOでステージデビュー[3]。

2018年
- 1月4日 - 東京女子プロレス後楽園ホール大会にて、ラク&ヒカリ vs ヒナノ&ミウ戦でプロレスデビュー[4]。
- 3月31日、横浜市・洋光台駅前広場特設リング大会での坂崎ユカ戦でシングル戦を初経験[5]。
- 8月3日、TOKYO IDOL FESTIVAL2018にて路上プロレスデビュー[6]。
- ミスFLASH2019ファイナリストに選出。グラビアでの頂点獲りを宣言した[7]。
- 12月31日 リングネームをラクかららくへ変更。

2019年
- 東京女子プロレスシングルマッチトーナメント「東京プリンセスカップ」に初参加[8]。
- 11月3日、DDT両国国技館大会に、アンダーマッチ枠で参戦[9]。

2020年
- 2月11日、北沢タウンホール大会での6人タッグマッチで渡辺未詩より自身初の自力勝利。
- 7月4日、両国KFCホール大会で辰巳リカ&渡辺未詩の持つプリンセスタッグ王座に挑むも敗北（パートナーは伊藤麻希）。

2021年
- 7月10日、両国KFCホール大会で乃蒼ヒカリの持つインターナショナル・プリンセス王座に挑むも敗北。
- 7月22日、新木場1stRing大会での宮本もか戦にてシングル初勝利。

2022年
- 4月15日、DDTプロレスリング「小湊鉄道列車プロレス」にて解説デビュー[10]。

2025年
- 2月15日、東京駅発・のぞみ343号の車内で行われた新幹線女子プロレスの試合終了後、たまたま乗り合わせていて、アイアンマンヘビーメタル級王座のベルトを持って車両内に入ってきた稲田徹に対し、レフェリーと揉み合いになっている隙に子守歌で寝かしつける。レフェリーのチェックで、稲田から試合続行の意思が確認できなかったことによりK.O.勝ちが宣告され、第1731代アイアンマン王者となる[11]。しかし、その後のアゼリア大正ホール大会のメインイベントで山下実優に直接フォール負けし、アイアンマン王座のルールにより王座陥落[11]。
- 3月16日、大田区総合体育館大会でSETUP認定オールアジア女子王座に挑戦、原宿ぽむを破り第3代王者となる[12]。

## 人物
- プロレスのプロテストにて「山手線の駅名を歌いながら挙げる」芸を披露した鉄道オタク[1]。ライブでの自己紹介では毎回「今日気になる電車」を発表している[1]。
- おっとりした性格で、夢は前田敦子のような王道アイドル。デビューまでプロレスは観たこともなかった[13]。プロレスの練習は辛く、周囲に迷惑もかけていたので何度もやめようと思ったが、それでも続けた理由を「神様か何かが、未来を見据えて止めてくれてた」と表現している[13]。アイドルとしての印象に残るライブとして2017年の@JAM EXPO、2018年のTIFを挙げている[13]。
- プロレスのいい点として「応援される」「声援を受ける」、観客と一緒に物語を進める感覚を挙げており、プロレスを通じて得たものとして「ずっと死んでた人生が、やっと生きられた」点を挙げている[13]。
- 小学生の頃きらりん☆レボリューションにハマり月島きらりに憧れアイドルを目指すようになる。小学校、中学校時代は劇団に所属しており、レッスンの一環としてバレエ、ジャズダンス、タップダンスの経験があった[13]。
- 幼い頃からJ-WAVEを聴いていて別所哲也、ジョン・カビラが好き。それに影響されてRadiotalkにてらくの鉄道ラジオを配信している。
- 好きな芸能人はぱいぱいでか美、久住小春。
- 血液型を調べたことがなく、現在も不明。

## 得意技
ドクターイエロー
飛びつき式スイング・ネックブリーカー。初勝利時のフィニッシュ技。
ハリケーンターン
クロスアーム式逆さ押さえ込み。技名はインターナショナル・プリンセス王座挑戦に向けて開発した技であることからアラスカの鉄道に由来しており、白旗を振って駅以外の場所でも停車させられる路線であることから相手に白旗を振らせる意味を含んでいる。
ぽっぽーチョップ!!
ブレーンチョップ。コーナーからのダイビング式も使用。命名は日高優月。
河津落とし
スーパービュー踊り子
コブラクラッチに捕らえてから倒れ込むクロスアーム式河津落とし。
技名の由来はスーパービュー踊り子の停車駅に河津駅が含まれていたことから。
かがやき
スリングブレイド。主にドクターイエローへの布石として使用。
Maxとき
串刺し式ランニングクロスチョップ。
おやすみエクスプレス
仰向けに倒れた相手の腹部を走り抜けながら踏みつけ、複数回走り抜けた後に相手の腹部上に座りながら就寝する形の体固め「おやすみなさいフォール」で押さえ込む。
おやすみスリーパー
相手におんぶの状態でスリーパー・ホールドをかけたまま「おやすみなさい」と言いつつ就寝し自重をかける。
子守歌
シューベルトの子守歌(内藤濯訳詞)を歌って相手を寝かしつける。タッグパートナーや、稀に実況陣まで寝かせることもある。
Smile Train
相手と前後逆向きになる正調パロ・スペシャルから回転エビ固めに移行する。
技名は西武鉄道の西武30000系電車の愛称から。
各種寝具
枕を凶器として多用。まれに掛布団も使用する。
フロントネックロック
小橋マリカより継承。奥の手。

## タイトル歴
DDTプロレスリング
- 第1731代アイアンマンヘビーメタル級王座[11][15]

SETUP Thailand Pro Wrestling
- SETUP認定オールアジア女子王座（第3代）

## 入場曲
マシュマロカカオステーション / らく

## 出演

### ラジオ
- 大矢・高見のしゃべりスタ!（2019年9月4日、9月11日、ラジオ日本）- ゲスト出演。

### TV
- カミングアウトバラエティ!!秘密のケンミンSHOW

### CM
- 早稲田アカデミー